# Edgar Dueñas
Edgar Esteban Dueñas Peñaflor est un footballeur international mexicain né le 5 mars 1983 à Guadalajara (Mexique). Actuellement avec le Deportivo Toluca, dans le Championnat du Mexique, il évolue au poste de défenseur central.

## Palmarès
- Championnat du Mexique :
  - Champion du Tournoi Apertura en 2005 et 2008
  - Champion du Tournoi du Bicentenario 2010